# Lamborghini Super Trofeo
Il Lamborghini Super Trofeo è una serie di corse automobilistiche internazionali. È il campionato monomarca organizzato da Lamborghini Squadra Corse. La serie coinvolge esclusivamente modelli di auto Huracán Super Trofeo Evo in 4 serie continentali: Europa, Asia, Medio Oriente e Nord America. Le quattro serie continentali hanno tutte un format comune: 6 gare doppie, ciascuna della durata di 50 minuti, tranne per la serie Medio Oriente che è caratterizzata da 3 gare doppie. Le gare si svolgono sui circuiti più prestigiosi del mondo e sono completate da una Finale Mondiale che decreta i campioni del mondo Lamborghini.

## Campionati

### Internazionale
- World Final (2013–2019 e dal 2022): L'evento World Final è l'evento che dal 2013 chiude la stagione del Super Trofeo.  I concorrenti di ogni campionato continentale si ritrovano ogni anno in un circuito sempre diverso per decretare il campione del mondo Lamborghini. Si svolge in 2 gare Sprint da 50 minuti.[1] Dal 2022 il nome dell'evento è cambiato da World Final a Gran Finale[senza fonte].

### Continentali
- Europa (2009–attuale): Il campionato europeo è il più longevo dei campionati Lamborghini; si corre in concomitanza con cinque delle gare del GT World Challenge.[1]
- Asia (2012–2019, 2021[2])[3]
- Nord America (2013–attuale): Il campionato nord americano si svolge dalla East Coast alla California. La prima edizione si è svolta nel 2013 ed diventando da subito un punto di riferimento per i piloti professionisti.[1]
- Medio Oriente (2017–2019 e dal 2022)[4]

## Categorie
Nella Lamborghini Super Trofeo ci sono quattro categorie in base all'esperienza dei piloti che compongono ogni equipaggio. Le categorie competono per classifiche differenti ma nelle stesse gare. Ogni categoria è caratterizzata da un colore di sfondo del proprio numero di gara. Le categorie sono:
- Pro: Sono calcolati solo i piloti professionisti che corrono da soli o in team con un altro professionista. Il colore di sfondo è l'arancione.
- Pro-Am: Sono calcolati solo i piloti professionisti che corrono in team con un pilota amatore o non ancora professionista. Il colore di sfondo è il giallo.
- Am: Sono calcolati solo i piloti amatori che corrono da soli o in team con un altro pilota amatore. Il colore di sfondo è il verde.
- Lc: Sono calcolati solo i piloti che corrono nella categoria Lamborghini Cup. Il colore di sfondo è l'azzurro.

## Vetture utilizzate

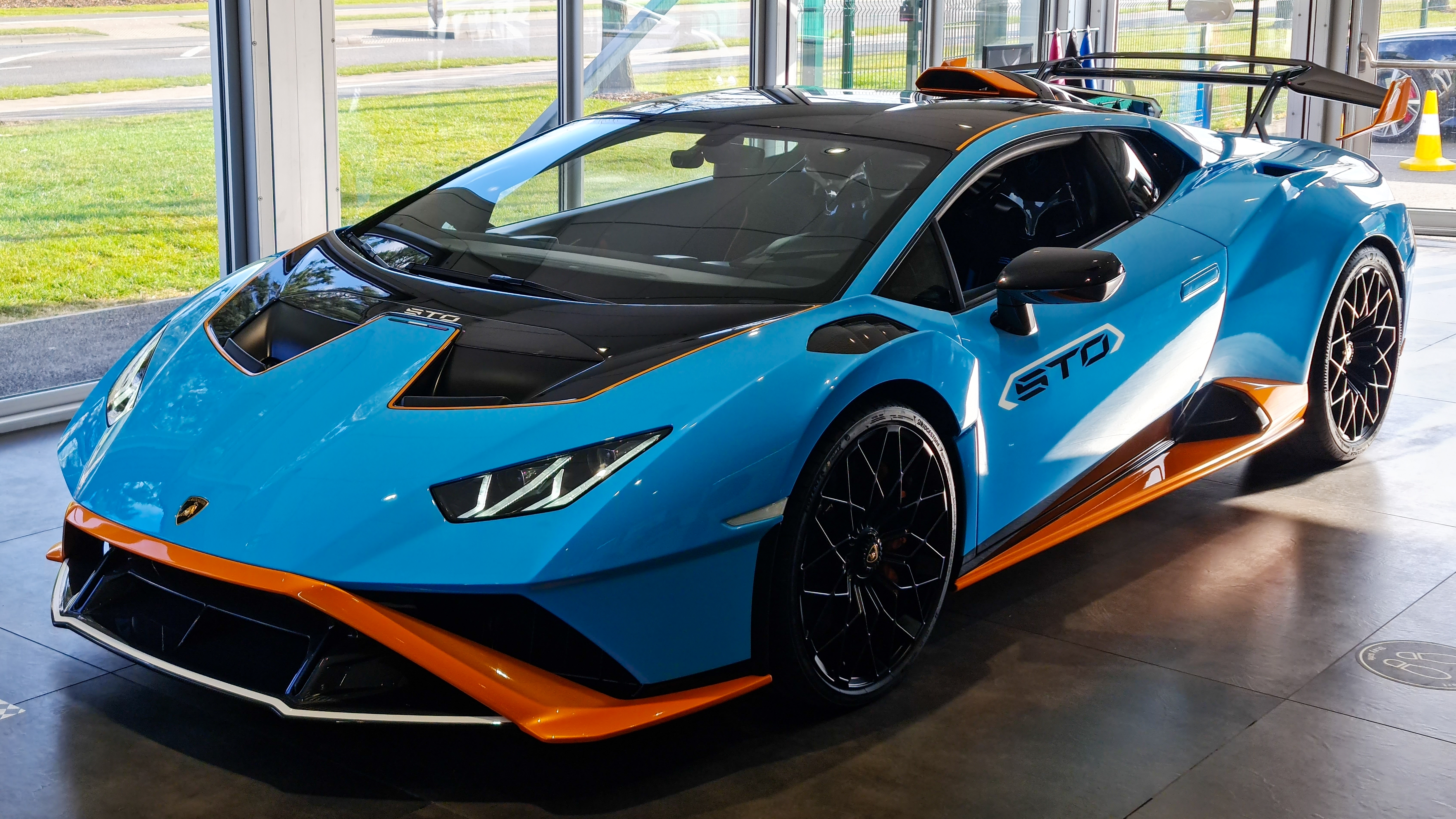
Lamborghini Huracan Super Trofeo

- Gallardo LP 560-4 Super Trofeo (2009-2013)[5]
- Gallardo LP 570-4 Super Trofeo (2013-2016)[6]
- Huracan LP 620-2 Super Trofeo (2015-2018)[6]
- Huracan GT3 (2015-2018)[6]
- Huracan Super Trofeo EVO (2018-2021)[6]
- Huracan Super Trofeo EVO 2 (2022-attuale)[6]
- Huracan GT3 EVO 2 (2022-attuale)[6]

## Albo d'oro

### Super Trofeo World Final
| Anno         | Pro                             | Pro-Am                         | Am                              | LC                   | Circuito della finale |
| ------------ | ------------------------------- | ------------------------------ | ------------------------------- | -------------------- | --------------------- |
| 2013         | Evento non svolto               | Andrew Palmer                  | Alberto Viberti                 | Evento non svolto    | Vallelunga            |
| 2014         | Milos Pavlovic Edoardo Piscopo  | Kevin Conway Lawson Aschenbach | Jake Rattenbury                 | Evento non svolto    | Sepang                |
| 2015         | Patrick Kujala                  | Corey Lewis                    | Ryan Ockey                      | Evento non svolto    | Sebring               |
| 2016         | Dennis Lind                     | Andrea Fontana Lorenzo Veglia  | Adrain Amstutz                  | Ross Chouest         | Valencia              |
| 2017         | Riccardo Agostini Trent Hindman | Edoardo Piscopo Taylor Proto   | Florian Scholze Phillipp Wlazik | Gerald Van Der Horst | Imola                 |
| 2018         | Giacomo Altoè Daniel Zampieri   | Juan Perez Loris Spinelli      | Ryan Hardwick                   | Joseph Collado       | Vallelunga            |
| 2019         | Fredrick Schandorff             | Karol Basz Andrzej Lewandowski | Steven Aghakhani                | Chad Reed            | Jerez                 |
| 2022         | Nelson Piquet Jr                | Bryan Ortiz Sebastian Carazo   | Andrzej Lewandowski             | Francois Semoulin    | Portimao              |
| Riferimento: |                                 |                                |                                 |                      |                       |

### Super Trofeo Europa
| Anno         | Pro                              | Pro-Am                               | Am                                    | LC                                | Team                   |
| ------------ | -------------------------------- | ------------------------------------ | ------------------------------------- | --------------------------------- | ---------------------- |
| 2009         | Fabio Babini                     | Claudio Rossetto                     | Evento non svolto                     | Evento non svolto                 | Petri Corse            |
| 2010         | Mirko Venturi                    | Eugenio Amos                         | Evento non svolto                     | Evento non svolto                 | Black Bull             |
| 2011         | Fabio Babini                     | Cédric Leimer                        | Evento non svolto                     | Evento non svolto                 | Imperiale Racing       |
| 2012         | Evento non svolto                | Cédric Leimer                        | Leonardo Geraci                       | Evento non svolto                 | Classifica non redatta |
| 2013         | Evento non svolto                | Andrea Amici                         | Laurent Jenny                         | Evento non svolto                 | Imperiale Racing       |
| 2014         | Miloš Pavlović Edoardo Piscopo   | Alberto Di Folco                     | Simone Pellegrinelli                  | Evento non svolto                 | Bonaldi Motorsport     |
| 2015         | Patrick Kujala                   | Loris Spinelli                       | Shota Abkhazava                       | Evento non svolto                 | Bonaldi Motorsport     |
| 2016         | Dennis Lind                      | Patrick Kujala Adrian Amstutz        | Nouri Shahin                          | Gerard Van Der Horst              | Classifica non redatta |
| 2017         | Mikaël Grenier Loris Spinelli    | Christopher Dreyspring Liang Jiatong | Andrzej Lewandowski Teodor Myszkowski | Gerard Van Der Horst              | Classifica non redatta |
| 2018         | Karol Basz Vito Postiglione      | Juan Perez Loris Spinelli            | Andrzej Lewandowski                   | Gerard Van Der Horst              | Classifica non redatta |
| 2019         | Sergei Afanasiev Danny Kroes     | Shota Abkhazava                      | Nicolas Gomar                         | Benoit Semoulin Francois Semoulin | Bonaldi Motorsport     |
| 2020         | Dean Stoneman                    | Karol Basz Andrzej Lewandowski       | Yuri Wagner                           | Hans Fabri                        | Target Racing          |
| 2021         | Leonardo Pulcini Kevin Gilardoni | Andrzej Lewandowski                  | Yves Claude Gosselin                  | Hans Fabri                        | Oregon Team            |
| Riferimento: |                                  |                                      |                                       |                                   |                        |

### Super Trofeo Nord America
| Anno         | Pro                             | Pro-Am                       | Am               | LC                        | Team                   |
| ------------ | ------------------------------- | ---------------------------- | ---------------- | ------------------------- | ---------------------- |
| 2013         | Evento non svolto               | Kevin Conway                 | Tom O' Gara      | Evento non svolto         | Change Racing          |
| 2014         | Evento non svolto               | Kevin Conway                 | Dillon Machavern | Evento non svolto         | Classifica non redatta |
| 2015         | Richard Antinucci               | Corey Lewis                  | Ryan Ockey       | Evento non svolto         | O Gara Motorsport      |
| 2016         | Shinya Michimi                  | Craig Duerson Trent Hindman  | Damon Ockey      | Evento non svolto         | Prestige Performance   |
| 2017         | Riccardo Agostini Trent Hindman | Edoardo Piscopo Taylor Proto | Yuki Harata      | Juan Perez                | Prestige Performance   |
| 2018         | Corey Lewis Madison Snow        | Juan Perez Loris Spinelli    | Ryan Hardwick    | Parris Mullins Mark Proto | Prestige Performance   |
| 2019         | Richard Antinucci Corey Lewis   | Jacob Eidson Damon Ockey     | Mckay Snow       | Mel Johnson               | Change Racing          |
| 2020         | Madison Snow                    | Corey Lewis Mckay Snow       | Victor Gomez IV  | Randy Sellari             | Change Racing          |
| 2021         | Richard Antinucci               | Gdovic Brandon Ortiz Bryan   | Luke Berkeley    | Kvamme Mark Olson Terry   | Dream Racing           |
| Riferimento: |                                 |                              |                  |                           |                        |

### Super Trofeo Asia
| Anno         | Pro                                | Pro-Am                             | Am                         | LC                         | Team                   |
| ------------ | ---------------------------------- | ---------------------------------- | -------------------------- | -------------------------- | ---------------------- |
| 2012         | Evento non svolto                  | Anthony Liu Davide Rizzo           | Chen Ke Kan                | Evento non svolto          | Classifica non redatta |
| 2013         | Evento non svolto                  | Massimiliano Wiser Jiang Xin       | Ting Zheng Steven Li       | Evento non svolto          | Classifica non redatta |
| 2014         | Evento non svolto                  | Massimiliano Wiser Jiang Xin       | Toshiyuki Ochiai           | Evento non svolto          | Classifica non redatta |
| 2015         | Afiq Yazid                         | Yuan Bo Edoardo Liberati           | Akira Mizutani Hajime Noma | Evento non svolto          | Classifica non redatta |
| 2016         | Toshiyuki Ochiai Afiq Yazid        | Armaan Ebrahim Dilantha Malagamuwa | Andrew Haryanto            | Supachai Weerabornwornpong | Classifica non redatta |
| 2017         | Kei Francesco Cozzolino Afiq Yazid | Rik Breukers Nigel Farmer          | Andrew Haryanto            | Supachai Weerabornwornpong | Clazzio Racing         |
| 2018         | Andrea Amici Artur Janosz          | Mikko Eskelinen Juuso Puhakka      | Suttiluck Buncharoen       | Po Wah Wong                | FFF Racing             |
| 2019         | Evan Chen Chris Van Der Drift      | Toshiyuki Ochiai Afiq Yazid        | Huilin Han                 | Clement Li                 | Gama Racing            |
| Riferimento: |                                    |                                    |                            |                            |                        |

### Super Trofeo Medio Oriente
| Anno         | Pro                                    | Pro-Am                           | Am               | LC               |
| ------------ | -------------------------------------- | -------------------------------- | ---------------- | ---------------- |
| 2017         | Rik Breukers Axcil Jefferies           | Hendrik Still Paul Scheuschner   | Andrew Haryanto  | Gabriele Murroni |
| 2018         | Jack Bartholomew                       | Axcil Jefferies Carrie Schreiner | Taylor Proto     | -                |
| 2019         | Timur Boguslavskiy Frederik Schandorff | Axcil Jefferies Ramez Azzam      | Vincent Schwartz | Gabriele Murroni |
| Riferimento: |                                        |                                  |                  |                  |